# Општина Пробиштип
Општина Пробиштип је једна од 11 општина Источног региона у Северној Македонији. Седиште општине је истоимени град Пробиштип.
Општина Пробиштип је позната по руднику Злетово и рударско-прерађивачкој индустрији.

## Положај
Општина Пробиштип налази се у североисточном делу Северне Македоније. Са других страна налазе се друге општине Северне Македоније:
- север — Општина Кратово
- исток — Општина Кочани
- југоисток — Општина Чешиново-Облешево
- југ- Општина Карбинци
- југозапад — Општина Штип
- запад — Општина Свети Никола

## Природне одлике
Рељеф: Општина Пробиштип налази се на јужним падинама рудоносних Осоговских планина. У јужном делу општине тло је равније.
Клима у општини влада умерено континентална клима.
Воде: Злетовска река, притока Брегалнице, је најзначајнији водоток у општини. Сви мањи водотоци се уливају у ову реку.

## Становништво
Општина Пробиштип имала је по последњем попису из 2002. г. 16.193 ст., од чега у седишту општине 8.560 ст. (53%). Општина је ретко насељена, посебно сеоско подручје.
Национални састав по попису из 2002. године био је:
|           | Број   | Постотак |
| Укупно    | 16.193 | 100%     |
| Македонци | 15.977 | 98,7%    |
| Срби      | 89     | 0,6%     |
| Власи     | 37     | 0,2%     |
| Роми      | 37     | 0,2%     |
| остали    | 53     | 0,3%     |

## Насељена места
У општини постоји 36 насељена места, једно градско — Пробиштип, а осталих 35 са статусом села:
| - Пробиштип - Бунеш - Бучиште - Гајранци - Горње Барбарево - Горњи Стубал - Гризиљевци - Гујновци - Добрево | - Доње Барбарево - Доњи Стубал - Древено - Дренок - Зарепинци - Зеленград - Злетово - Јамиште - Калниште | - Куково - Кундино - Лезово - Лесново - Марчино - Неокази - Пестршино - Петришино - Пишица - Плешанци | - Пуздерци - Ратавица - Стрисовци - Стрмош - Трипатанци - Трохоло - Турски Рудари - Шталковица |  |

## Знаменитости
- Српски средњовековни манастир Лесново